# 3986 Rozhkovskij
3986 Rozhkovskij este un asteroid din centura principală, descoperit pe 19 septembrie 1985 de Nikolai Cernîh.